# San Luís (Venezuela)
San Luís é uma cidade venezuelana, capital do município de Bolívar (Falcón).